# 普納盧 (夏威夷州)
普納盧（英語：Punaluu）是位於美國夏威夷州檀香山縣的一個人口普查指定地區。

## 地理
普納盧的座標為21°35′33″N 157°53′49″W / 21.59250°N 157.89694°W，而該地最高點為海拔高度2米（即6英尺）。

## 人口
根據2010年美國人口普查的數據，普納盧的面積為5.40平方千米，當中陸地面積為4.10平方千米，而水域面積為1.30平方千米。當地共有人口1164人，而人口密度為每平方千米215.56人。